# AERA
AERA（アエラ）は、朝日新聞出版が発行する週刊誌である。
正式な誌名は朝日新聞ウィークリー AERA。2024年上期の日本ABC協会調べで、実売部数2万7140部、日本雑誌協会による印刷証明付部数は4万7433部（2024年10月-12月期）

## 概要

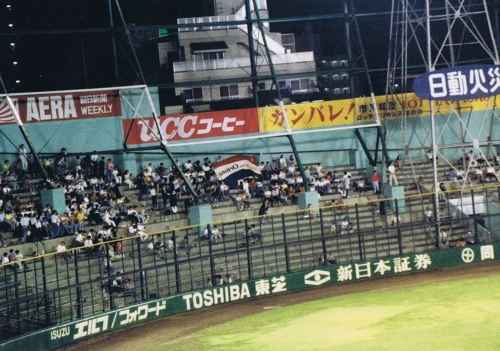
創刊直後の1989年に川崎球場（当時、ロッテ・オリオンズ本拠地）の外野・ライトスタンドに掲げられた広告幕。写真左上のスタンド右中間側にある）

1988年（昭和63年）5月、同年の5月24日号として創刊。「AERA」とはラテン語で「時代」の意と、「Asahi shimbun Extra Research and Analysis」の太字部分を合成したものの意。「日本初の本格的ニュース週刊紙」（紙の文字をあてた）を標榜し、創刊当初の広告見出しは『ライバルは朝日新聞です』で、初代編集長と当時の朝日新聞社長が握手を交わすものであった。
誌面のフォーマットは、その週のニュースの中から特に印象的なテーマを選んでカラー写真を織り込んで掲載するビジュアル重視。政治的には、基本的に朝日新聞本紙同様のリベラル路線であるが、本紙と比較して、女性をとりまく社会情勢や学歴（受験）に関する記事が多く、東日本大震災及び福島第一原子力発電所事故以降は女性及び子供を巡る安全安心をテーマにした記事も増加している。女性ライターによる記事も多い。
2009年4月、小中学生を対象としたAERAとして、月刊誌[『ジュニアエラ』が創刊された。また、英語の語学月刊雑誌『AERA ENGLISH』（2008年創刊）、AERA増刊より独立創刊した季刊誌『AERA with Kids』、その姉妹誌で不定期刊行のムック『AERA with Baby』（2007年創刊）もある。
朝日新聞社→朝日新聞出版が発行していたもう一つの週刊誌『週刊朝日』（1922年創刊）が2023年5月で休刊することが決まり、今後週刊誌は当雑誌に注力（事実上統合）し、ネット版の「AERA dot.（アエラドット）」とも連携しながら、ブランディング強化を図るとしている。また、週刊朝日の増刊号扱いで発行されていたムック本のうち、全国高等学校野球選手権大会（夏の甲子園）関連の増刊と、季刊・サザエさん作品集は今後AERA増刊号扱いで発売される。
2025年4月1日、週刊誌『AERA』とウェブサイト「AERA dot.」の編集部を統合し、新たにAERA編集部が発足した。デジタル媒体と紙媒体を一体的に運営し、デジタルファーストで発信していくとし、サイト名称を「AERA DIGITAL」に変更した。

## 表紙について
創刊号の表紙を飾ったのは利根川進。主に各界の著名人が表紙を飾る。表紙写真の撮影は創刊以来2016年3月28日号までは坂田栄一郎、同年4月18日号（同号の表紙を飾ったのは渡辺謙）からは蜷川実花。また、ニュース写真が表紙を飾ることがある。漫画・アニメのキャラクターとしては、2003年4月14日号で『鉄腕アトム』のキャラクター、2015年3月2日号でシャア・アズナブル、同年8月31日号で綾波レイ、2020年3月16日号でドラえもん、2023年12月25日号でアーニャ・フォージャー、2024年12月30日・2025年1月6日合併号でオスカル・フランソワ・ド・ジャルジェ、2025年2月24日増大号で川上富江が表紙を飾っている。実写・特撮キャラクターとしては、2015年12月21日号でC-3PO・BB-8・R2-D2、2019年6月10日増大号でゴジラ、2022年5月16日号でウルトラマンが表紙を飾っている。2014年8月11日増大号では宮崎駿画のイラスト、2015年1月12日増大号ではセルジュ・ブロック画のイラストが表紙を飾っている。
2015年9月28日増大号の表紙は、創刊以来初めて「いまこそ、みんなの日本国憲法」という文字のみが記載されたものとなった。

## 不祥事
2011年、東北地方太平洋沖地震による福島第一原子力発電所事故を受けて3月28日号の表紙に防塵マスクをつけた人物の顔のアップに、赤い文字の見出し「放射能がくる」を重ねたものを使用した。これに対して、「風評被害を助長する」「恐怖心をあおってどうするのか」「インパクトばかり求めている」などと非難が相次いだ。同誌は、Twitterで謝罪を表明。産経新聞の取材に「ツイッターに掲出したコメントにある通りです」と回答して、ツイッターでのコメントをもって公式コメントに代える意向を示していたが、最終的に、同誌公式サイト上での編集長尾木和晴名義での謝罪を行った。また、このような危機を煽る報道姿勢に反発し野田秀樹は、連載していたコラムを4月4日号をもって自ら打ち切ることを表明した。
一方で当時の副編集長で、のちに編集長にもなった浜田敬子は「ものすごい批判にさらされて……、最悪のケースは休刊になるかもしれないとまで思いました。ただし、ちゃんと取材していたので内容に自信はあり、後に正しい報道だったことも判明しました」との見解を表明している。

## 代表的な連載
- 現代の肖像 - 現代を代表する人物のルポルタージュ
- 世界の遺産 - 世界遺産を写真つきで紹介
- 坂田栄一郎のオフ・カメラ - 表紙写真の人へのインタビュー（現在は person in focus・表紙の人）
- 小林麻耶のクワクワ対談 - 小林麻耶が、各界で活躍する著名人と対談
- スーパー特派員・亜江良十三（あえら じゅうぞう）- 1988年5月24日号（創刊号）〜1990年5月15日号まで掲載。AERAの海外特派員である（という設定）の亜江良が、世界を股にかけ、掲載当時の世界情勢を架空の登場人物を交えて解説。亜江良ほかイラストはさいとう・プロダクションが担当。なお、この連載を纏めた書籍が1991年12月に『亜江良十三の大報道』として刊行された（朝日新聞出版、ISBN 978-4-02-256259-3）

## 一行コピー
電車の中吊り広告などに掲載される「一行コピー」が名物となっている。記事に掲載されたトピックに引っかけた駄洒落となっているのが特徴で、毎週どういう駄洒落が掲載されるかを楽しみにしたり、週毎の出来・不出来をチェックする者もいる。それどころか、自作の駄洒落を勝手に投稿する人すらいる。なお、一行コピーは編集部の中から選考され、投稿された駄洒落が採用されることはない。選考過程やエピソードはしばしばAERA DIGITALに掲載される。
1998年には、AERA創刊10周年を記念して、それまでに発表された一行コピーとそれにまつわるエピソードなどを掲載した『腰くだけ発想法 アエラ一行コピー』（『AERA』1998年7月10日号臨時増刊）を出版した。
重大事件の直後は駄洒落は封印される。例えば2001年、アメリカ同時多発テロの際は「世界が言葉を失った」というコピーが代わりに掲載された（2001年9月24日号）。
この一行コピーは、年間最後の号に一年分の一行コピーが掲載されるのを除いて、本誌にはほとんど掲載されなかったが、2010年6月7日号から目次に掲載されるようになった。

## 編集長、歴代編集長
- 富岡隆夫（初代編集長、元朝日新聞社取締役）[27]
- 西村秀俊（元編集長、元アエラ発行室長）
- 蜷川真夫（元編集長、ジェイ・キャスト代表取締役会長）
- 大森千明（元編集長、元ジェイ・キャスト社長、元J-CASTニュース編集長）
- 関戸衛（元編集長、元朝日新聞厚生文化事業団常務理事）
- 一色清（元編集長〈のちに再び編集長を務めた〉、元一行コピー作者、元テレビ朝日「報道ステーション」コメンテーター）
- 宇留間和基（元編集長、朝日新聞出版初代社長、元J-CASTニュース編集長）
- 市村友一（元編集長、朝日新聞出版第4代社長）[28]
- 尾木和晴（元編集長、朝日新聞出版常務取締役）[29]
- 鈴木直哉（元編集長、朝日新聞文化財団常務理事）[30][31]
- 浜田敬子（元編集長、元Business Insider Japan統括編集長）
- 井原圭子（元編集長、朝日新聞社ジェンダープロジェクト担当補佐）[32]
- 片桐圭子（元編集長、朝日新聞出版生活文化編集部長）[33]
- 木村恵子（元編集長）[34]
- 深澤友紀（AERA誌面編集長（AERA編集部長代理））[2]

## 関係者
- 眞木準（誌名を命名したコピーライター）
- 戸田正寿（誌面のアートディレクションを担当していた）
- 吉田司（大宅壮一ノンフィクション賞作家、AERA「現代の肖像」を多数執筆）
- 後藤正治（大宅壮一ノンフィクション賞作家、AERA「現代の肖像」を多数執筆）
- 梯久美子（大宅壮一ノンフィクション賞作家、AERA「現代の肖像」を多数執筆）
- 一柳東一郎（元朝日新聞社社長、社長当時にAERAを創刊）
- 長谷川熙（元編集部員、北朝鮮拉致事件をスクープ、のちに『崩壊 朝日新聞』を著し反朝日に転じた）[35]
- 田岡俊次（元副編集長、元朝日新聞編集委員、軍事評論家）
- 外岡秀俊（創刊当時のメンバー、文藝賞受賞の作家、元朝日新聞社編集局長）
- 青木康晋（元編集長代理・副編集長、元一行コピー作者、朝日新聞出版第3代社長・会長、東日本国際大学副学長）
- 烏賀陽弘道（元編集部員）
- 大鹿靖明（元スタッフライター）